# Lasioglossum claudia
Lasioglossum claudia är en biart som beskrevs av Ebmer 2002. Lasioglossum claudia ingår i släktet smalbin, och familjen vägbin. Inga underarter finns listade i Catalogue of Life.